# SING MY SONG (I JUST WANT TO SING MY SONG)
「SING MY SONG (I JUST WANT TO SING MY SONG)」（シング・マイ・ソング）は、ZIGGYの3枚目のシングル。

## 概要
- 戸城憲夫のペンによるナンバーで、ファンの間でも人気の高い楽曲。
- アルバム「NICE & EASY」ではアルバムヴァージョンとして録り直しされている。
- 2004年発売のトリビュート・アルバム「CROSS THE STREET」で10-FEETがカバーしている。

## 収録曲
1. SING MY SONG (I JUST WANT TO SING MY SONG)
  - 作詞：森重樹一 / 作曲：戸城憲夫
2. MIDNIGHT TRIPPER
  - 作詞：森重樹一 / 作曲：戸城憲夫